# Élections générales de 2014 dans le Donbass
Plusieurs élections générales se tiennent dans le Donbass dans le cadre de la guerre du Donbass en cours dans ces régions à majorité ou forte minorité russophone.
- des élections générales de 2014 à Donetsk dans la république populaire de Donetsk ;
- des élections générales de 2014 à Louhansk dans la république populaire de Lougansk.